# Davor Perkat
Davor Perkat, né le 24 octobre 1966, est un footballeur slovène .
Il évolue comme défenseur.

## Carrière
Davor Perkat joue au NK Izola de 1991 à 1996.
Il compte une sélection avec l'équipe de Slovénie en 1992.